# Hemicytherura lemesuriensis
Hemicytherura lemesuriensis is een mosselkreeftjessoort uit de familie van de Cytheruridae. De wetenschappelijke naam van de soort is voor het eerst geldig gepubliceerd in 1994 door Brouwers.